# Oliarus bahtiarica
Oliarus bahtiarica är en insektsart som beskrevs av Dlabola 1981. Oliarus bahtiarica ingår i släktet Oliarus och familjen kilstritar. Inga underarter finns listade i Catalogue of Life.